# アークザラッド 機神復活
『アークザラッド 機神復活』（アークザラッド きしんふっかつ）は、ソニー・コンピュータエンタテインメント製作のシミュレーションRPG。ワンダースワンカラーおよびスワンクリスタル専用ソフトとして、2002年7月4日にバンダイから発売された。アークザラッドシリーズ第4作目となる。

## システム
戦闘
今回は3人までで戦闘（エルクは固定、フィニアも一部の期間を除き固定であり、プレイヤーが自由に選べるのは1人のみ）。戦闘は中断できる。ダメージを受けゲージが一杯になるとラッシュモードが発動。一定時間、行動範囲に制限がなくなり攻撃回数も自由になる。また今回はキャラクターの操作をAI制御にすることができる。
ギルド
今作では携帯機ということもあり、内容は短時間で済むものが多く見られる。システム面では『アークザラッドIII』の形式に近い。

## あらすじ
500年後の未来では機械兵に地上を乗っ取られ、人類は地下での暗く侘しい生活を余儀なくされていた。この状況を打破するため、「機械兵が力を付ける前の時代にタイムワープし、機械兵の親玉を倒す」という作戦が立てられ、それを実行する重要な役目がフィニアに選ばれるが……。

## 登場人物
エルクコワラピュール（エルク）
年齢：21歳
属性：火
使用武器：剣、槍
『アークザラッドII』の主人公にして、本作も主人公を務める。ギルド最高のレジェンドハンターの一人であり、ギスレムで強盗退治の仕事を請け負った際にフィニアと出会う。成人したこともあってかかつての無鉄砲さはなりを潜め、大人の余裕が垣間見られる。フィニアを妹のように思っている。パーティから外すことはできない。
特殊能力（ファイヤーストーム、エクスプロージョン、インビシブル、ストライクパワー、パワーロス、マジックシールド）

フィニア・アル・ワイト
年齢：15歳
属性：無
使用武器：ハンドガン、マシンガン、杖
500年後の未来からやってきた少女。目の前で両親を殺害されたショックと、空から落下した衝撃で当初は記憶喪失だったが、モンスターとの戦いより潜在能力が発揮され記憶を取り戻し、エルクに未来からやってきた目的を告げ協力を求める。後にハンターとなり、本作のギルド仕事は彼女の視点で描かれる。彼女の正体はワイト家の血を引く神官の末裔。容姿が『アークザラッド』のヒロインであるククルと瓜二つなのは、ワイトの血を濃く受け継いだため（隔世遺伝）。純真無垢で素直な性格であり、ちょこ以外の仲間をさん付けで呼ぶ（ちょこのみちゃん付け）が、あるシーンにおいて一度だけエルクを呼び捨てにしている。一部のイベントを除き、パーティから外すことはできない。
特殊能力（キュア、スリープウィンド、ロブマインド、テレポート、ライトアロー、ダークエクストリーム）

シュウ
年齢：31歳
属性：風
使用武器：キック、マシンガン、ショットガン
孤児だったエルクを育て上げたレジェンドハンター。防御力・素早さが非常に高いのが特徴、また盗むや敵の防御力を下げるなどの特殊能力を持っている。ストーリー進行上、必ず仲間になる。
特殊能力（盗む、ウィンドスラッシャー、乱れ撃ち、スピードアップ、テンダリーショック、プロテクション）

アレク
年齢：17歳
属性：無
使用武器：剣、短剣
エルクとシュウの後輩にあたるレジェンドハンター。MMMを追い、神の塔にてエルクたちと合流する。能力は平均的なオールラウンダー、また特技も攻撃魔法と回復魔法をバランス良く修得する。『アークザラッドIII』の主人公。ストーリー進行上、必ず仲間になる。
特殊能力（キュア、サイレント、リザレクション、フォースリング、インパルスボム、ディバイド）

マーシア・アクイ・クォーツ
年齢：19歳
属性：無
使用武器：杖
3年前アレクとともに旅をしていた自然魔法の超エリート。本作ではルーサの術法学院で教師をしている。世間との常識がずれているためか時折物騒な発言をすることがある。魔力が高く、攻撃魔法に秀でる。仲間にしなくても進行可能。
特殊能力（ヒートシェル、ウォータークランブル、ランドアクス、エアブラスト、リザレクション、ギガ・プラズマ）

リーザ・フローラ・メルノ
年齢：20歳
属性：地
使用武器：短剣、鞭
エルクとともに旅していた少女。フォレスタモールでモンスターと暮らしている。仲間にしなくても進行可能。エルクとの仲は多少進展している様子。
特殊能力（キュア、アースクエイク、ハリケーンアタック、パワーロス、リフレッシュ、リザレクション）

アンリエッタ・ロシュフォール
年齢：18歳
属性：無
使用武器：指輪、キック（ダンス）
アレクに興味を持っている大富豪の令嬢。前作では任意加入キャラクターだったが、本作では3年前にアレクとともに旅をしたことになっている。味方のステータスを上昇させる回復能力と相手を状態異常にする特殊能力を持っている。仲間にしなくても進行可能。
特殊能力（ルビーレーザー、ダイヤモンドシャワー、プラチナプレッシャー、ジュエリーボックス）

ちょこ
年齢：不詳
属性：無
使用武器：キック
隠しキャラクター。特定のギルド仕事をクリアして条件を満たせば仲間になる。レベルは低いものの鍛え上げることで圧倒的なステータス数値となる。
特殊能力（パシャパシャ、メキメキ、ヒュルルー、メラメラ、ポコポコ、ヴァニッシュ）

### MMM
読みは「スリーエム）」。人類抹殺をもくろむ集団。
爆炎のロゴス
MMM最高幹部の一人。神の塔にてエルクたちと戦う。

蒼光のイデア
MMM最高幹部の一人。性格は高飛車で馴れ馴れしくフィニアやリーザからは嫌われている。

アトモス
MMMの創設者。

グロルガルデ
かつてエルクたちに倒された最強最悪の機神。フィニアの時代の約100年前に復活し、全ての人類を抹殺を目論む。MMMが究極兵器として、復活を目指している。

## ワールドマップ
基本的に大災害後の『III』のワールドマップを引き継いでいる。
北スラート
今作のスタート地点。首都であるギスレムは『III』ではかなり廃れていたが、今作では復興している。

南スラート
闇市で栄えた町テスタがある街。南部にはロシュフォール家の別荘がある。

ジハータ
マーシアの故郷。

フォレスタモール
リーザの牧場やリノがある地域。『III』では南部が水没していたが、今作で復興している。北部に古の遺跡が発見された。

神の塔

## 関連書籍
- バンダイ公式 アークザラッド 機神復活（集英社）